# Orr (Familienname)
Orr ist ein englischer Familienname.

## Namensträger
- Akiva Orr (1931–2013), israelischer Schriftsteller und politischer Aktivist
- Alexander D. Orr (1761–1835), US-amerikanischer Politiker
- Benjamin Orr (Politiker) (1772–1828), US-amerikanischer Politiker
- Benjamin Orr (Musiker) (1947–2000), US-amerikanischer Sänger und Bassist
- Benjamin G. Orr (1762–1822), US-amerikanischer Politiker
- Bob Orr (* 1949), neuseeländischer Dichter
- Bobby Orr (Robert Gordon Orr; * 1948), kanadischer Eishockeyspieler
- Colton Orr (* 1982), kanadischer Eishockeyspieler
- David Duvall Orr (* 1944), US-amerikanischer Politiker
- Doug Orr (* 1981), kanadischer Eishockeyspieler
- Eric Orr (1939–1998), US-amerikanischer Maler und Installationskünstler
- Gary Orr (* 1967), schottischer Golfer
- Harry T. Orr (* 1949), US-amerikanischer Neurowissenschaftler
- Hugh Orr (Kricketspieler) (1878–1946), australisch-englischer Kricketspieler
- Hugh Orr (Flötist) (* 1932), kanadischer Flötist, Musikpädagoge und Instrumentenbauer
- H. Allen Orr (* 1960), US-amerikanischer Evolutionsbiologe und Genetiker
- Ian Orr-Ewing, Baron Orr-Ewing (1912–1999), britischer Politiker (Conservative Party)
- Jackson Orr (1832–1926), US-amerikanischer Politiker
- James Orr (Theologe) (1844–1913), schottischer presbyterianischer Theologe, Kirchenhistoriker und Autor
- James Orr (* 1953), kanadischer Regisseur, Filmproduzent und Drehbuchautor
- James Lawrence Orr (1822–1873), US-amerikanischer Politiker
- Jehu Amaziah Orr (1828–1921), US-amerikanischer Politiker
- Jennifer Orr (* 1953), australische Mittel- und Langstreckenläuferin
- Joe Orr (* 1996), neuseeländischer Eishockeyspieler
- John Orr (1885–1966), britischer Romanist
- John Boyd Orr, 1. Baron Boyd-Orr (1880–1971), schottischer Arzt und Biologe
- John Herbert Orr (1911–1984), US-amerikanischer Unternehmer und Firmengründer
- Johnny Orr († 2013), US-amerikanischer Basketballspieler und -trainer
- Jordan Orr (* 1995), US-amerikanischer Schauspieler
- J.T. Orr (* 1973), US-amerikanischer Basketballschiedsrichter
- Kay A. Orr (* 1939), US-amerikanische Politikerin
- Lee Orr (1917–2009), kanadischer Leichtathlet
- Matt Orr (* 1997), Fußballspieler für Hongkong
- Matthew Young Orr (1883–1953), britischer Botaniker
- Nathaniel Orr (1822–1908), US-amerikanischer Xylograf
- Ori Orr (* 1939), israelischer Politiker
- Philip Orr (* 1950), irischer Rugby-Union-Spieler
- Robert Orr junior (1786–1876), US-amerikanischer Politiker
- Robert D. Orr (1917–2004), US-amerikanischer Politiker
- Robert Gordon Orr (* 1948), kanadischer Eishockeyspieler, siehe Bobby Orr
- Robert T. Orr (1908–1994), US-amerikanischer Zoologe
- Robin Orr (1909–2006), schottischer Komponist
- Ronald Orr (1876–1924), schottischer Fußballspieler
- Tara Lynn Orr (1976/1977), US-amerikanische Schauspielerin, Drehbuchautorin und Regisseurin
- Tim Orr (* 1968), US-amerikanischer Kameramann
- Verne Orr (1916–2008), US-amerikanischer Politiker und Wirtschaftsmanager
- William McFadden Orr (1866–1934), britischer Mathematiker
- Willie Orr (1872–1946), schottischer Fußballspieler und -trainer
- Wendy Orr (Autorin) (* 1953), australische Schriftstellerin
- Wendy Orr, Geburtsname von Wendy Donnelly (* um 1955), irische Badmintonspielerin